# Breg pri Borovnici
Breg pri Borovnici – wieś w Słowenii, w gminie Borovnica. W 2018 roku liczyła 360 mieszkańców.